# Ernst Werner von Siemens
Ernst Werner von Siemens (Lenthe, 1816. december 13. – Berlin, 1892. december 6.) német feltaláló és gyáralapító. Tiszteletére nevezték el a siemensnek (S) az elektromos vezetőképesség SI-egységét.

## Életrajza
A Hannover melletti Lenthében (ma Gehrden) született, negyedik gyermekként (összesen tizennégyen voltak testvérek). Az elemi iskola után nem fejezhette be a gimnáziumot, ahová járt, mert a szülők nem engedhették meg maguknak fiuk taníttatását. Végül a hadsereg magdeburgi hadtesténél nyílt módja rá, ahol felettese parancsára, 1835-től mérnöki tanulmányokat folytatott.

## Mérnöki tevékenysége
Kifejlesztett többek között egy új szabályozót a gőzgéphez, egy prést a műkőgyártáshoz, valamint Johann Georg Halskével együtt tökéletesítette a távírót. Ez olyan mutatót használt, ami a megfelelő betűre mutatott, ezzel helyettesítve a Morse-kódot. Ennek a találmánynak a tökéletesítésére Halskével új céget hozott létre Telegraphen-Bauanstalt von Siemens & Halske néven 1847. október 1-jén (1892-ben már Magyarországon is jelen volt); ez volt a mai Siemens AG elődje.
Siemens Jedlik Ányostól függetlenül felfedezte a dinamóelvet.
Tervei szerint épült az első villamos vasút.
Nevéhez fűződik a németországi utcai világítás rendszerének kiépítése.
Számos galvanométert tervezett.
Meghatározta számos anyag elektromos fajlagos ellenállását.
Javaslatot tett az ellenállás alapegységére (1 m hosszú, 1 mm² keresztmetszetű, 0 °C hőmérsékletű higanyoszlop ellenállása).
Megépítette az első elektromos felvonót.
Elektromote néven, 1882-ben, Berlinben, 540 m-es próbapályán bemutatta a trolibusz ősét.
Nem sokkal alapítása után a cég nemzetközivé vált. Werner egyik fivére (Sir William Siemens) képviselte őt Angliában, egy másik (Carl von Siemens) az oroszországi Szentpéterváron. Ipari karrierjét elismerve, 1888-ban nemesi rangot kapott; neve ekkor lett Von Siemens. 1890-ben ment nyugdíjba, és 1892-ben halt meg.
A gyárat annak átszervezése után, amely ezt követően előbb Siemens & Halske AG, Siemens-Schuckertwerke, majd – 1966-tól – Siemens AG néven vált ismertté, fivérei, három fia (Arnold, Wilhelm és Carl Friedrich) és unokatestvérei (Hermann, Ernst és Peter von Siemens) vezették. A Siemens AG mindmáig egyike a világ legnagyobb elektrotechnikai cégeinek.

## Elismerései

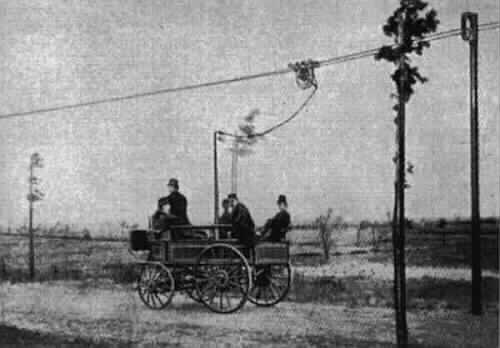
Találmánya az Elektromote (trolibusz), 1882

1860-ban a berlini Humboldt Egyetem tiszteletbeli doktorává fogadta. Az 1867-es párizsi világkiállításon bemutatta egyik generátorát, és megkapta a francia Becsületrendet. 1874-ben a Porosz Tudományos Akadémia felvette tagjai sorába, ahol természettudományos cikkeit rendszeresen publikálta. Tagja volt a berlini kereskedelmi legfelsőbb tanácsnak, hiszen nemcsak megalkotta, hanem jól tudta értékesíteni is találmányait. 1880-tól a szabadalmi hivatal nem állandó tagja volt, majd 1886-ban megkapta a Pour le Mérite rendet. Ezeken kívül a berlini antropológiai, etnológiai és régészeti társaság tagja is volt.

## Találmányai
- US Patent 415577 – Elektromos mérő (1889. november 19.)
- US Patent 428290 – Elektromos mérő (1890. május 20.)
- US Patent 520274 – Elektromos vasút (1894. május 22.)
- US Patent 601068 – Módszer és készülék az arany kivonására az ércekből (1898. március 22.)

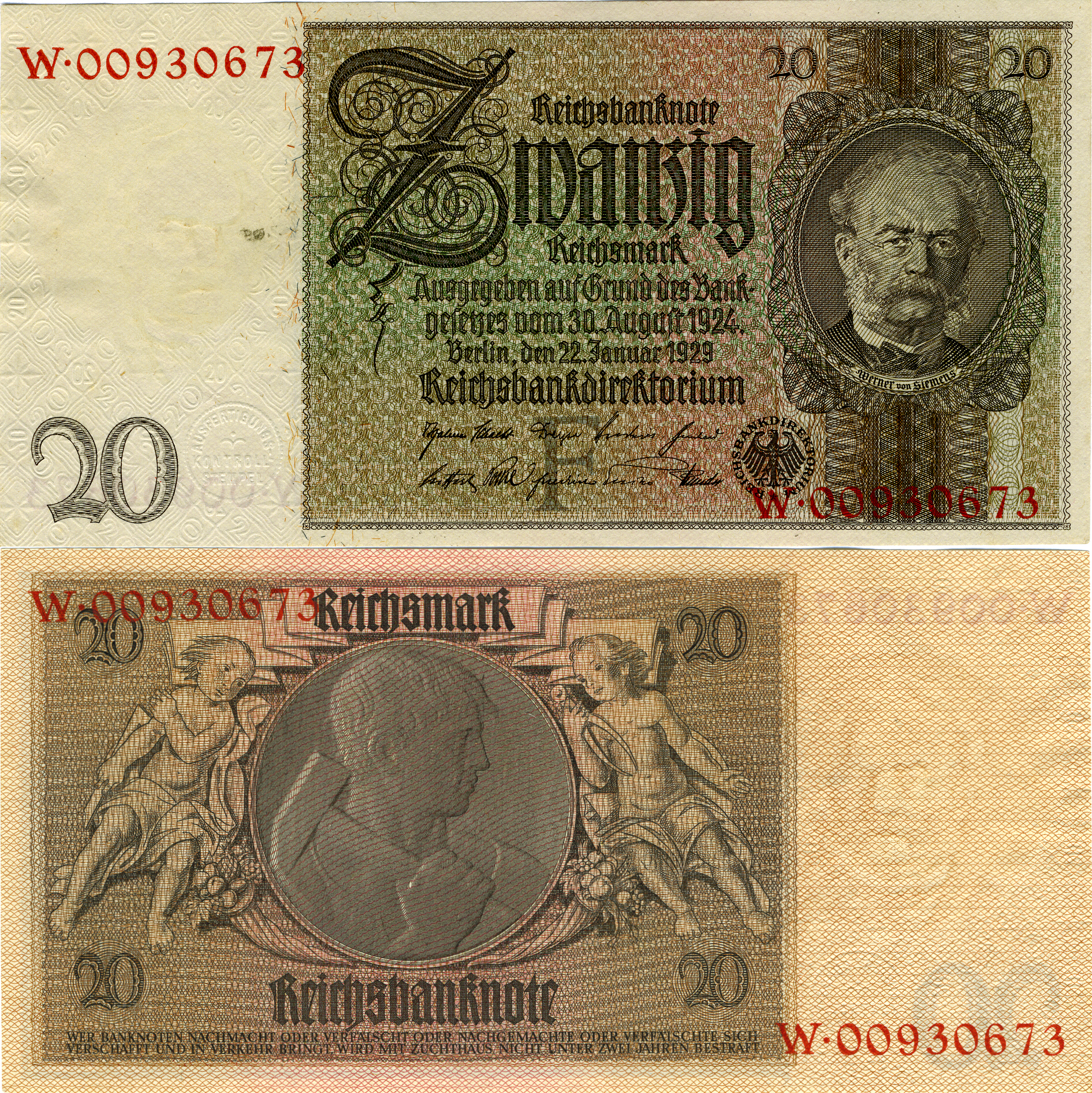
Werner von Siemens portréja az 1929-es 20 birodalmi márkás bankjegyen.